# Unterseeboot 683
L'Unterseeboot 683 ou U-683 est un sous-marin allemand (U-Boot) de type VIIC utilisé par la Kriegsmarine pendant la Seconde Guerre mondiale.
Le sous-marinest commandé le 25 août 1941 à Hambourg (Howaldtswerke Hamburg AG), sa quille posée le 23 décembre 1942, il est lancé le 7 mars 1944 et mis en service le 30 mai 1944, sous le commandement de l'Oberleutnant zur See Günter Keller.
L'U-683 n'endommage ni ne coule aucun navire au cours de l'unique patrouille (22 jours en mer) qu'il effectue.
Porté disparu dans l'Atlantique Nord, en février 1945.

## Conception
Unterseeboot type VII, l'U-683 avait un déplacement de 769 tonnes en surface et 871 tonnes en plongée. Il avait une longueur totale de 67,10 m, un maître-bau de 6,20 m, une hauteur de 9,60 m et un tirant d'eau de 4,74 m. Le sous-marin était propulsé par deux hélices de 1,23 m, deux moteurs diesel Germaniawerft M6V 40/46 de 6 cylindres en ligne de 1 400 cv à 470 tr/min, produisant un total de 2 060 à 2 350 kW en surface et de deux moteurs électriques Siemens-Schuckert GU 343/38-8 de 375 cv à 295 tr/min, produisant un total 550 kW, en plongée. Le sous-marin avait une vitesse en surface de 17,7 nœuds (32,8 km/h) et une vitesse de 7,6 nœuds (14,1 km/h) en plongée. Immergé, il avait un rayon d'action de 80 milles marins (150 km) à 4 nœuds (7,4 km/h; 4,6 milles par heure) et pouvait atteindre une profondeur de 230 m. En surface son rayon d'action était de 8 500 milles nautiques (soit 15 700 km) à 10 nœuds (19 km/h).
L'U-683 était équipé de cinq tubes lance-torpilles de 53,3 cm (quatre montés à l'avant et un à l'arrière) qui contenait quatorze torpilles. Il était équipé d'un canon de 8,8 cm SK C/35 (220 coups) et d'un canon antiaérien de 20 mm Flak. Il pouvait transporter 26 mines TMA ou 39 mines TMB. Son équipage comprenait 4 officiers et 40 à 56 sous-mariniers.

## Historique
Il se trouve à l'entrainement dans la 31. Unterseebootsflottille jusqu'au 31 décembre 1944, puis rejoint son unité de combat dans la 11. Unterseebootsflottille.
Sa première patrouille est précédée d'un court trajet de Kiel à Horten. Elle commence le 3 février 1945 au départ d'Horten.
L'U-683, équipé d'un schnorchel, patrouille au large des îles britanniques.
L'U-683 émet son dernier message radio le 20 février 1945 à la position approximative 55° 00′ N, 12° 30′ O, lorsqu'il fait route vers sa zone opérationnelle au large de Cherbourg. L'U-Boot est considéré comme porté disparu le 3 avril 1945 lorsqu'il ne rentre pas à la base.
Les causes de sa perte ne sont pas établies, il est possible qu'il ait coulé fin février 1945 dans le champ de mines britannique HW A1 à la position approximative 50° 31′ 04″ N, 5° 22′ 08″ O.
Les quarante-neuf membres d'équipage meurent dans cette disparition.

### Faits précédemment établis
Possiblement coulé 12 mars 1945 dans la Manche près de Land's End, à la position 49° 52′ N, 5° 52′ O, par des charges de profondeur lancées de la frégate britannique HMS Loch Ruthven et le sloop britannique HMS Wild Goose, selon une information d'après-guerre. Cette perte est plutôt supposée concerner l'U-247.

## Affectations
- 31. Unterseebootsflottille du 30 mai 1944 au 31 décembre 1944 (Période de formation).
- 11. Unterseebootsflottille du 1er janvier 1945 au 20 février 1945 (Unité combattante).

## Commandement
- Kapitänleutnant Günter Keller du 30 mai 1944 au 20 février 1945.

## Patrouille
|       | Commandant           | Départ          | Départ | Arrivée         | Arrivée       | Jours    | Succès |
| ----- | -------------------- | --------------- | ------ | --------------- | ------------- | -------- | ------ |
|       | Kptlt. Günter Keller | 22 janvier 1945 | Kiel   | 25 janvier 1945 | Horten        | 4 jours  |        |
| 1     | Kptlt. Günter Keller | 3 février 1945  | Horten | 20 février 1945 | Porté disparu | 18 jours |        |
| Total | Total                | Total           | Total  | Total           | Total         | 22 jours | 0 t    |

Notes : Kptlt. = Kapitänleutnant